# Rodd vid olympiska sommarspelen 2016
Rodd vid olympiska sommarspelen 2016 avgjordes mellan 6 och 13 augusti 2016 i Rio de Janeiro i Brasilien. Totalt 14 grenar stod på programmet.

## Medaljsammanfattning
| Damernas rodd                        | Guld | Silver | Brons |
| Singelsculler Detaljer...            | Kim Brennan Australien | Gevvie Stone USA | Duan Jingli Kina |
| Dubbelsculler Detaljer...            | Magdalena Fularczyk, Natalia Madaj Polen                                                                                        | Victoria Thornley, Katherine Grainger Storbritannien                                                                             | Donata Vištartaitė, Milda Valčiukaitė Litauen                                                                                         |
| Dubbelsculler (lättvikt) Detaljer... | Ilse Paulis, Maaike Head Nederländerna                                                                                          | Lindsay Jennerich, Patricia Obee Kanada                                                                                          | Huang Wenyi, Pan Feihong Kina |
| Scullerfyra Detaljer...              | Tyskland | Nederländerna | Polen |
| Scullerfyra Detaljer...              | Annekatrin Thiele Carina Bär Julia Lier Lisa Schmidla                                                                           | Chantal Achterberg Nicole Beukers Inge Janssen Carline Bouw                                                                      | Maria Springwald Joanna Leszczyńska Agnieszka Kobus Monika Ciaciuch                                                                   |
| Tvåa utan styrman Detaljer...        | Helen Glover, Heather Stanning Storbritannien                                                                                   | Genevieve Behrent, Rebecca Scown Nya Zeeland                                                                                     | Hedvig Rasmussen, Anne Andersen Danmark                                                                                               |
| Åtta med styrman Detaljer...         | USA | Storbritannien | Rumänien |
| Åtta med styrman Detaljer...         | Emily Regan Kerry Simmonds Amanda Polk Lauren Schmetterling Tessa Gobbo Meghan Musnicki Elle Logan Amanda Elmore Katelin Snyder | Katie Greves Melanie Wilson Frances Houghton Polly Swann Jessica Eddie Olivia Carnegie-Brown Karen Bennett Zoe Lee Zoe De Toledo | Roxana Cogianu Ioana Strungaru Milhaela Petrilă Iuliana Popa Mădălina Beres Laura Oprea Adelina Boguș Andreea Boghian Daniela Druncea |

| Herrarnas rodd                           | Guld | Silver | Brons |
| Singelsculler Detaljer...                | Mahé Drysdale Nya Zeeland                                                                                                   | Damir Martin Kroatien | Ondřej Synek Tjeckien |
| Dubbelsculler Detaljer...                | Martin Sinković, Valent Sinković Kroatien                                                                                   | Mindaugas Griškonis, Saulius Ritter Litauen                                                                                                 | Kjetil Borch, Olaf Tufte Norge |
| Dubbelsculler (lättvikt) Detaljer...     | Pierre Houin, Jérémie Azou Frankrike                                                                                        | Gary O'Donovan, Paul O'Donovan Irland | Kristoffer Brun, Are Strandli Norge |
| Scullerfyra Detaljer...                  | Tyskland | Australien | Estland |
| Scullerfyra Detaljer...                  | Philipp Wende Lauritz Schoof Karl Schulze Hans Gruhne                                                                       | Karsten Forsterling Alexander Belonogoff Cameron Girdlestone James McRae                                                                    | Andrei Jämsä Allar Raja Tõnu Endrekson Kaspar Taimsoo                                                                                    |
| Tvåa utan styrman Detaljer...            | Eric Murray, Hamish Bond Nya Zeeland                                                                                        | Lawrence Brittain, Shaun Keeling Sydafrika                                                                                                  | Marco Di Costanzo, Giovanni Abagnale Italien                                                                                             |
| Fyra utan styrman Detaljer...            | Storbritannien | Australien | Italien |
| Fyra utan styrman Detaljer...            | Alex Gregory Mohamed Sbihi George Nash Constantine Louloudis                                                                | William Lockwood Joshua Dunkley-Smith Josh Booth Alexander Hill                                                                             | Domenico Montrone Matteo Castaldo Matteo Lodo Giuseppe Vicino                                                                            |
| Fyra utan styrman (lättvikt) Detaljer... | Schweiz | Danmark | Frankrike |
| Fyra utan styrman (lättvikt) Detaljer... | Lucas Tramèr Simon Schürch Simon Niepmann Mario Gyr                                                                         | Jacob Barsøe Jacob Larsen Kasper Winther Jørgensen Morten Jørgensen                                                                         | Franck Solforosi Thomas Baroukh Guillaume Raineau Thibault Colard                                                                        |
| Åtta med styrman Detaljer...             | Storbritannien | Tyskland | Nederländerna |
| Åtta med styrman Detaljer...             | Paul Bennett Scott Durant Matt Gotrel Matthew Langridge Tom Ransley Pete Reed William Satch Andrew Triggs-Hodge Phelan Hill | Maximilian Munski Malte Jakschik Andreas Kuffner Eric Johannesen Maximilian Reinelt Felix Drahotta Richard Schmidt Hannes Ocik Martin Sauer | Kaj Hendriks Robert Lücken Boaz Meylink Boudewijn Roell Olivier Siegelaar Dirk Uittenboogaard Mechiel Versluis Tone Wieten Peter Wiersum |

Denna tabell: visa • redigera

## Medaljtabell
| Pl.    | Nation         | Guld | Silver | Brons | Totalt |
| ------ | -------------- | ---- | ------ | ----- | ------ |
| 1      | Storbritannien | 3    | 2      | 0     | 5      |
| 2      | Tyskland       | 2    | 1      | 0     | 3      |
| 2      | Nya Zeeland    | 2    | 1      | 0     | 3      |
| 4      | Australien     | 1    | 2      | 0     | 3      |
| 5      | Nederländerna  | 1    | 1      | 1     | 3      |
| 6      | Kroatien       | 1    | 1      | 0     | 2      |
| 6      | USA            | 1    | 1      | 0     | 2      |
| 8      | Frankrike      | 1    | 0      | 1     | 2      |
| 8      | Polen          | 1    | 0      | 1     | 2      |
| 10     | Schweiz        | 1    | 0      | 0     | 1      |
| 11     | Danmark        | 0    | 1      | 1     | 2      |
| 11     | Litauen        | 0    | 1      | 1     | 2      |
| 13     | Kanada         | 0    | 1      | 0     | 1      |
| 13     | Irland         | 0    | 1      | 0     | 1      |
| 13     | Sydafrika      | 0    | 1      | 0     | 1      |
| 16     | Kina           | 0    | 0      | 2     | 2      |
| 16     | Italien        | 0    | 0      | 2     | 2      |
| 16     | Norge          | 0    | 0      | 2     | 2      |
| 19     | Tjeckien       | 0    | 0      | 1     | 1      |
| 19     | Estland        | 0    | 0      | 1     | 1      |
| 19     | Rumänien       | 0    | 0      | 1     | 1      |
| Totalt | Totalt         | 14   | 14     | 14    | 42     |

### Fotnoter
1. ↑  ”Rodd” (på engelska). Australiens olympiska kommitté. februari 2014. http://corporate.olympics.com.au/files/dmfile/Rio2016QualificationSystem-Rowing.pdf. Läst 22 januari 2016.
2. ↑  Rowing Men's Single Sculls (engelska)
3. ↑  Rowing Women's Double Sculls (engelska)
4. ↑  Rowing Lightweight Women's Double Sculls (engelska)
5. ↑  Rowing Women's Quadruple Sculls (engelska)
6. ↑  Rowing Women's Pair (engelska)
7. ↑  Rowing Women's Eight (engelska)
8. ↑  Rowing Men's Single Sculls (engelska)
9. ↑  Rowing Men's Double Sculls (engelska)
10. ↑  Rowing Lightweight Men's Double Sculls (engelska)
11. ↑  Rowing Men´s Double Sculls (engelska)
12. ↑  Rowing Men's Pair (engelska)
13. ↑  Rowing Men's Four (engelska)
14. ↑  Rowing Lightweight Men's Four (engelska)
15. ↑  Rowing Men's Eight (engelska)